# Бициклобутан
Бицикло[1.1.0]бутанът (C4H6) е бициклоалкан и изомер на бутин, бутадиен и циклобутен. Той има 4 въглеродни и 6 водородни атома. Има още 2 триъгълни пръстена.